# Mesosa pictipes
Mesosa pictipes es una especie de escarabajo longicornio del género Mesosa, categorizada en la tribu Mesosini, de la subfamilia Lamiinae. Fue descrita por Gressitt en 1937.

## Descripción
Mide 9,6-19 mm de longitud.

## Distribución
Se distribuye por Japón.